# Cerros de Valparaíso

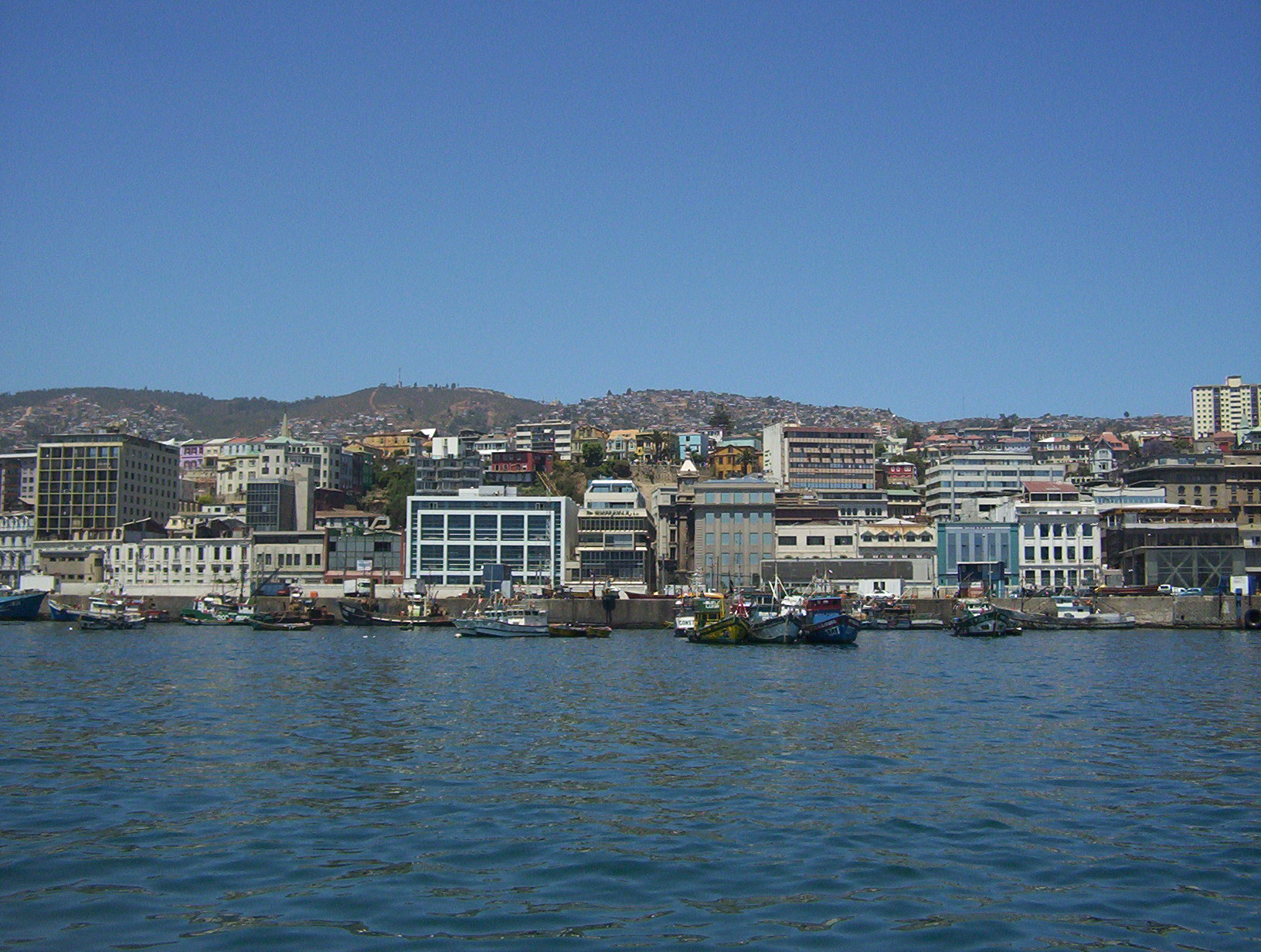
Valparaíso desde la bahía.

Los cerros de Valparaíso conforman la toponimia característica de esta ciudad-puerto de Chile. Gran parte de la superficie y viviendas de la ciudad se sitúa en los cerros. Los distintos cerros forman una especie de anfiteatro, y desembocan en el plan de Valparaíso. Muchos cerros de la ciudad son patrimoniales, así como los ascensores que sirven de acceso a muchos de ellos.
Actualmente se reconocen 42 cerros. Algunos cerros han cambiado de nombre con el tiempo, otros han desaparecido por el manejo del suelo, y otros registrados antiguamente como uno solo se han ido diferenciando en cerros diferentes.

## Quebradas de Valparaíso
Las quebradas de Valparaíso que conforman los espacios entre cerros han cambiado de nombre sucesivamente, o al ser urbanizadas se les suele llamar por la calle que pasa por ellas, como la antigua quebrada de Jaime, que es ahora donde está la Av. Francia, o la quebrada de la Pintura, debido a que hubo algunas pinturas rupestres en una cueva al principio de la quebrada, que luego de ser urbanizada paso a llamarse Riofrío.

## Listado de cerros

### Listado actual
Esta es una recopilación del origen de los cerros que hoy en día dan forma a la bahía de Valparaíso, ordenados de norte a sur.
| Nombre                 | Imagen                                                                                                   | Descripción | Ubicación                                          |
| ---------------------- | --- | --- | -------------------------------------------------- |
| Cerro Esperanza        | Una calle del cerro en 2005.                                                                             | Su nombre deriva de la antigua parroquia Nuestra Señora de la Esperanza ubicada en las faldas de este cerro. Fue famoso por albergar al antiguo Matadero de la ciudad, lugar en donde hoy se instala la sede Valparaíso de Inacap; además de albergar el edificio "Valparaíso" de la Escuela Industrial Superior de Valparaíso (hito que marca el límite urbano entre esta ciudad y Viña del Mar) y de compartir, junto con el cerro Placeres, parte de la Caleta Portales.                                                                                          | · (33°02′05″S 71°35′02″O / -33.034624, -71.583800) |
| Cerro Los Placeres     | Universidad Técnica Federico Santa María.                                                                | Su nombre proviene del estero que corría en Quebrada Cabritería, límite con el cerro Barón, cuyas aguas y arena contenían partículas de oro. En jerga minera esas arenas se llaman placer aurífero. El cerro tomó el nombre de los Placeres; sin embargo, un antiguo residente del cerro, don Leonardo Silva Villar,[¿quién?] sostiene que el nombre se debería a que en el pasado en este lugar existían, de manera permanente, barracas y ramadas destinadas a la juerga y el placer de los parroquianos.                                                          | · (33°02′23″S 71°35′27″O / -33.039707, -71.590770) |
| Cerro Barón            | | Para la defensa de Valparaíso, se construyó una fortaleza y un castillo donde vivía don Ambrosio O'Higgins, gobernador, nombrado por el rey de España, Barón de Vallenary. El Cabildo lo designó cerro Barón en el año 1795. | · (33°02′22″S 71°36′03″O / -33.039567, -71.600787) |
| Cerro Lecheros         | Calle Lecheros.                                                                                          | Al pie y a su ladera existían numerosas lecherías y centros de distribución de leche, la que se repartía en carretones tirados por caballos o burros. | · (33°02′38″S 71°36′05″O / -33.043966, -71.601326) |
| Cerro Larraín          | El cerro en 1899.                                                                                        | Su nombre se debe al propietario de los terrenos don Juan Larraín, que pertenecía a una distinguida familia llegada de Navarra, España. | · (33°02′46″S 71°36′01″O / -33.046189, -71.600199) |
| Cerro Rodríguez        | | Toma su nombre de Juan José Rodríguez quien edifica una de las primeras casa-habitación en un sector del, entonces barrio donde habitaba la quinta del señor José Waddington, quien en ese lugar inauguraría más tarde el Jardín de Recreos (de cuyo nombre en un principio tomó el nombre de Cerro Recreo); hoy en ese lugar se ubica actualmente el Colegio Salesianos de Valparaíso. | · (33°02′54″S 71°35′54″O / -33.048329, -71.598346) |
| Cerro Polanco          | | Debe su nombre a la quinta del mismo nombre que se ubicaba en la parte baja del cerro, propiedad del antiguo regidor Santiago Polanco. | · (33°03′01″S 71°35′55″O / -33.050415, -71.598652) |
| Cerro Molino           | | Su nombre corresponde a la existencia de algunos molinos de viento hoy desaparecidos que estaban en la cumbre del cerro. | · (33°03′06″S 71°35′52″O / -33.051696, -71.597676) |
| Cerro Rodelillo        | | Su nombre deriva de su avenida principal ubicada en la cumbre de los cerros desde Barón hasta Polanco, y que de ella nacen varias poblaciones, como Las Lomas, Santa Teresita o Hanga Roa; el rápido crecimiento de estas poblaciones (que la ha llevado a anexarse en su parte alta con el cerro Placeres y con Viña del Mar) le ha dado forma al sector, existindo en ciertos tiempos discrepancias con habitantes de cerros colindantes, quienes afirman que Rodelillo solo es un sector más del cerro Barón. Su denominación deriva del nombre "Rodeo de Lillo". | · (33°03′25″S 71°34′37″O / -33.056865, -71.576844) |
| Cerro Delicias         | | Su nombre deriva del estero de las delicias que bajaba junto al cerro hasta la Avenida Argentina por la quebrada de Santos Ossa. | · (33°03′33″S 71°35′02″O / -33.059143, -71.583852) |
| Cerro San Roque        | | El antiguo dueño de este predio era un genovés de apellido Sanarega, quien bautizó el cerro con el nombre de un santo muy conocido en su ciudad natal. | · (33°04′28″S 71°35′08″O / -33.074389, -71.585465) |
| Cerro O'Higgins        | | Antiguamente se llamaba cerro las Zorras por la abundancia de zorros que existían en el lugar. Con la construcción del monumento a Bernardo O'Higgins en el lugar exacto donde, junto con un grupo de republicanos, observaron el primer zarpe de la Primera Escuadra Nacional de Chile, este cerro cambio de nombre al actual. | · (33°03′29″S 71°35′39″O / -33.057969, -71.594164) |
| Cerro Rocuant          | | Su nombre viene de Juan Enrique Rocuant, antiguo diputado radical porteño quien era propietario de gran parte del cerro. | · (33°03′58″S 71°35′40″O / -33.066039, -71.594571) |
| Cerro Ramaditas        | Vista del Congreso desde el cerro                                                                        | En la celebración de las fiestas patrias, en la ladera del cerro se instalaban ramadas para celebrar las fiestas con bailes empanadas y bebidas. | · (33°03′17″S 71°35′55″O / -33.054678, -71.598480) |
| Cerro Santa Elena      | | Se dice que su nombre derivó de la población Santa Elena, formada por trabajadores de la fábrica de chocolates Costa, ubicada en las faldas de ésta y que también dio origen al nombre de la avenida. | · (33°03′27″S 71°36′00″O / -33.057468, -71.599924) |
| Cerro La Virgen        | | Su nombre proviene de la estatua de la Virgen Stella Maris, de 10 metros de altura, construida en el año 1873 en una planicie del cerro que mira la bahía. | · (33°03′20″S 71°36′15″O / -33.055436, -71.604172) |
| Cerro Merced           | Tras el incendio de 2014                                                                                 | Su nombre se debe a la orden religiosa de la Merced que en el año 1717 levantó la iglesia de Nuestra Señora del Rosario. | · (33°03′28″S 71°36′16″O / -33.057813, -71.604490) |
| Cerro Pajonal          | | Se encuentra atrás del cerro Merced y su nombre deriva de su pajonal que es un terreno pantanoso en que abundan las totoras silvestres. | · (33°03′37″S 71°36′13″O / -33.060386, -71.603526) |
| Cerro Las Cañas        | Tras el incendio de 2012.                                                                                | Ubicado entre el cerro El Litre y Merced, este lugar por mucho tiempo estuvo desocupado, motivo por el cual se llenó de malezas y especialmente la llamada caña, que crece a la vera de esteros y arroyos. | · (33°03′43″S 71°36′28″O / -33.061937, -71.607798) |
| Cerro El Litre         | Vista de la ciudad desde el cerro.                                                                       | Ubicado entre los cerros la Cruz y las Cañas. Proviene su nombre de la abundancia de este arbusto que al contacto de sus hojas y ramas producen sarpullido y urticaria. | · (33°03′24″S 71°36′38″O / -33.056674, -71.610625) |
| Cerro La Cruz          | Ascensor Cerro La Cruz.                                                                                  | Ubicado al llegar a la Avenida Francia. El nombre tiene su origen en una gran cruz ubicada en lo alto del cerro entre las calles Naylor y Navarro, la cual fue destruida por el terremoto de 1906. | · (33°03′30″S 71°36′47″O / -33.058200, -71.612985) |
| Cerro Monjas           | Ascensor Monjas alrededor de 1916.                                                                       | Su nombre proviene de la capilla y colegio de las Monjas Francesas ubicado al pie de cerro. | · (33°03′12″S 71°36′57″O / -33.053464, -71.615771) |
| Cerro Mariposas        | Vista desde un edificio del Plan en 2025.                                                                | La abundancia de esta especie de insectos motivó a los porteños a llamarlo así. Llama la atención que junto a este se encuentra el Cerro Florida, lo que nos habla de la estrecha relación que existe entre ambas denominaciones. | · (33°03′06″S 71°37′04″O / -33.051551, -71.617783) |
| Cerro Florida          | | Su nombre es descriptivo y da a conocer el antiguo aspecto del lugar que estaba cubierto de hermosas flores silvestres. | · (33°03′10″S 71°37′20″O / -33.052804, -71.622146) |
| Cerro Bellavista       | | Su nombre resalta la hermosa vista de la bahía que tiene este cerro ubicado en la parte más central de la ciudad. | · (33°02′54″S 71°37′21″O / -33.048310, -71.622565) |
| Cerro Yungay           | Vista desde el Cerro Panteón en 2025.                                                                    | Ubicado al lado del cerro Bellavista entre las quebradas de San Juan de Dios y Yerbas Buenas. Nombre que data del 1839 y que hace referencia a la victoriosa Batalla de Yungay, acaecida el 20 de enero del mismo año. | · (33°03′03″S 71°37′27″O / -33.050784, -71.624274) |
| Cerro San Juan de Dios | Vista desde el Cerro Panteón en 2025.                                                                    | Ubicado entre los cerros Yungay y Jiménez. Su nombre proviene del hospital que los dominicos instalaron en 1767. | · (33°03′00″S 71°37′37″O / -33.049987, -71.626906) |
| Cerro Jiménez          | Vista desde el Cerro Panteón en 2025.                                                                    | Su nombre se debe al antiguo propietario del predio y está ubicado detrás del cerro San Juan de Dios. | · (33°03′14″S 71°37′54″O / -33.053989, -71.631573) |
| Cerro La Loma          | Vista desde el Cerro Panteón en 2025.                                                                    | Es una pequeña loma ubicada entre el cerro Cárcel y San Juan de Dios. | · (33°02′55″S 71°37′45″O / -33.048713, -71.629289) |
| Cerro Panteón          | Vista desde el Cerro Concepción en 2025.                                                                 | Se encuentra entre la avenida Cumming y Ecuador. Su nombre anterior era Cementerio y a comienzos del siglo XX perdió su nombre y se conoce como Panteón. | · (33°02′43″S 71°37′32″O / -33.045191, -71.625443) |
| Cerro Cárcel           | A la derecha, en primer plano. A la izquierda el Cerro Panteón. Vista desde el Cerro Concepción en 2008. | Su nombre se debe a la primera cárcel de la ciudad, instalada en el cerro en el año 1854; actualmente funciona como Parque Cultural. | · (33°02′45″S 71°37′39″O / -33.045859, -71.627414) |
| Cerro Concepción       | | Ubicado junto al cerro Alegre. Su nombre recuerda un antiguo fuerte construido en el año 1678 (Castillo la Concepción) y que defendía el puerto de Valparaíso. | · (33°02′32″S 71°37′35″O / -33.042180, -71.626323) |
| Cerro Alegre           | | Ubicado entre los cerros Cordillera y Concepción. Su nombre deriva de su aspecto agradable y sus casas pintadas de alegres colores y floridos jardines de propiedad de la numerosa colonia británica. | · (33°02′35″S 71°37′45″O / -33.043139, -71.629060) |
| Cerro Cordillera       | | Es el segundo cerro más antiguo de la ciudad. Su nombre corresponde a la topografía del cerro de aspecto sinuoso y accidentado, y que albergó a sus costados pequeños cerros y lomas, como el Loceras y el Blanco. A principios del año 1700 fue uno de los cerros más importantes para la defensa del antiguo puerto ya que se encontraba construido el Castillo de Blanco de San Jose el segundo fuerte. cuyas últimos restos están construidos por encima el actual museo Lord Cochrane.                                                                          | · (33°02′24″S 71°38′00″O / -33.040027, -71.633256) |
| Cerro San Francisco    | | En 1663 los padres franciscanos construyeron frente a la plazuela del mismo nombre un convento, un hospicio y una iglesia. El cerro tomó el nombre de esta orden religiosa. | · (33°02′26″S 71°38′19″O / -33.040597, -71.638500) |
| Cerro Toro             | | El tercer cerro más antiguo de la ciudad. Está ubicado vecino a los cerros Santo Domingo y Cordillera. Su nombre hace pensar que fue tomado de algún vecino fundador del barrio. | · (33°02′17″S 71°38′07″O / -33.038150, -71.635370) |
| Cerro Santo Domingo    | | El cerro más antiguo de la ciudad fue el primero en ser habitado es vecino al cerro Arrayán. El nombre proviene de la iglesia y convento de Santo Domingo que estaba ubicado cerca de la Matriz. Actualmente no esta reconocido dentro del patrimonio de la humanidad. siendo que históricamente para muchos porteños es uno de los más importantes. | · (33°02′09″S 71°38′01″O / -33.035937, -71.633608) |
| Cerro Arrayán          | Vista desde el Cerro Artillería.                                                                         | Se encuentra entre al lado de los cerros Santo Domingo y Artillería, entre las quebradas Juan Gómez y Márquez, con abundantes arbustos homónimos que dan origen al nombre del cerro. | · (33°02′04″S 71°37′55″O / -33.034484, -71.631859) |
| Cerro Perdices         | | Está junto al cerro Toro al final de la calle García Reyes y el nombre proviene de la gran cantidad de avecillas que existían en el lugar. | · (33°02′11″S 71°38′11″O / -33.036325, -71.636512) |
| Cerro Mesilla          | Cerros Arrayán y Mesilla.                                                                                | Ubicado detrás del cerro Santo Domingo y su nombre proviene del diminutivo de mesa por la forma plana de su superficie. | · (33°02′00″S 71°38′04″O / -33.033381, -71.634458) |
| Cerro Artillería       | | Su nombre se debe a las fortalezas construidas como defensa del puerto. En 1893 se inaugura el ascensor Artillería y la Escuela Naval Arturo Prat. Entre 1914 y 1915 aumenta su población la que se funde con la del cerro Playa Ancha. | · (33°01′57″S 71°37′51″O / -33.032507, -71.630789) |
| Cerro Playa Ancha      | | Nace debido a una gran planicie donde se encuentra actualmente el parque Alejo Barrios, la Escuela Naval Arturo Prat, la Universidad de Playa Ancha y el Estadio Elías Figueroa Brander; allí se realizaban las paradas militares y era llamado Campo de Marte. La superficie estaba formada por arenilla y piedrecillas, por lo que se comparaba a una playa; hoy es el cerro más grande, con una población promedio de un tercio del total de la comuna. | · (33°01′41″S 71°38′01″O / -33.028046, -71.633679) |

### Listados antiguos
Según Enrique Espinoza en su obra Geografía Descriptiva de la República de Chile (1890), los cerros de Valparaíso, de oriente a poniente, eran los siguientes:
| #  | Nombre                    | Situación de entonces |
| -- | ------------------------- | --- |
| 1  | Cerro de las Ramaditas    | Al interior del Seminario de San Rafael y hacia el camino Alto del Puerto (actual camino Las Torres), que conduce a Placilla y Casablanca.    |
| 2  | Cerro del Pajonal         | Al sur del anterior. |
| 3  | Cerro de la Merced        | Al extremo noreste del barrio del Arenal, que por entonces comprendía algunas calles regularizadas.                                           |
| 4  | Cerro de la Rinconada     | Al interior del anterior. |
| 5  | Cerro de las Cañas        | Enseguida del anterior. |
| 6  | Cerro del Litre           | Enseguida del anterior. |
| 7  | Cerro del Hospital        | Al sur del Hospital de Caridad. |
| 8  | Cerro de la Cruz          | Más al interior del anterior. |
| 9  | Cerro de las Monjas       | Separado del anterior por la Quebrada de Jaime.                                                                                               |
| 10 | Cerro de la Mariposa      | Enfrentando las calles Manuel Rodríguez y Las Heras.                                                                                          |
| 11 | Cerro de la Florida       | Por frente a las calles Las Heras y del Circo.                                                                                                |
| 12 | Cerro de las Garcías      | Por frente a las calles Las Heras y del Circo.                                                                                                |
| 13 | Cerro de Bellavista       | A la altura de Plaza Victoria. Muy poblado.                                                                                                   |
| 14 | Cerro de Yungay           | A continuación del anterior. |
| 15 | Cerro de San Juan de Dios | Más al interior del anterior. |
| 16 | Cerro Jiménez             | Más al interior del anterior. |
| 17 | Cerro del Panteón         | Frente a la Plaza Aníbal Pinto (antigua Plaza del Orden).                                                                                     |
| 18 | Cerro de la Cárcel        | Al interior y poniente del anterior. |
| 19 | Cerro Elías               | Al interior y poniente del anterior. |
| 20 | Cerro de Concepción       | Con diversas calles y buenos edificios. Extenso, se eleva entre la Plaza Aníbal Pinto y la Quebrada del Almendro (actual Calle Urriola).      |
| 21 | Cerro Alegre              | A continuación del anterior, entre la Quebrada del Almendro y la Plaza de la Justicia. Tiene calles regularmente formadas y buenos edificios. |
| 22 | Cerro de la Cordillera    | Separado del anterior por la Quebrada de San Agustín (actual Calle José Tomás Ramos), entre la Plaza de la Justicia y la Plaza Echaurren.     |
| 23 | Cerro Blanco              | Al interior del anterior. |
| 24 | Cerro de los Chaparros    | Al sur del anterior. |
| 25 | Cerro de San Francisco    | Frente a la Plaza Echaurren. |
| 26 | Cerro de Santo Domingo    | A continuación del anterior. |
| 27 | Cerro de las Carretas     | A continuación del anterior. |
| 28 | Cerro del Arrayán         | A continuación del anterior. |
| 29 | Cerro de la Artillería    | A continuación del anterior. |
| 30 | Cerro Atalaya             | A continuación del anterior, siguiendo hacia Playa Ancha. Entre estos últimos, dando la vista al mar, está la Escuela Naval.                  |

A los anteriores, Espinoza suma los cerros del barrio del Barón, que indica que está conformado de diversas serranías. Los cerros 32-37, indica, dan todos frente a la Avenida de las Delicias, actual Avenida Argentina.
| #  | Nombre                | Situación de entonces |
| -- | --------------------- | --- |
| 31 | Cerro del Barón       | Sobre la Estación Barón. Tiene diversas calles regulares, que forman una población bien delineada, con servicios de policía, alumbrado, agua, etc. |
| 32 | Cerro de los Lecheros | Al oriente del anterior. |
| 33 | Cerro Larraín         | Al oriente del anterior. |
| 34 | Cerro Rodríguez       | Al oriente del anterior. |
| 35 | Cerro Recreo          | Al oriente del anterior. |
| 36 | Cerro Polanco         | Al oriente del anterior. |
| 37 | Cerro del Molino      | Al oriente del anterior, hasta el Pasaje Santiago (actual Calle George Washington).                                                                |

Por otro lado, Renzo Pecchenino, más conocido como Lukas, especificó a inicios de los años 1970 un total de 42 cerros, que listó por orden alfabético de esta forma:
1. Alegre
2. Arrayán
3. Artillería
4. Barón
5. Bellavista
6. Concepción
7. Cordillera
8. Delicias
9. El Litre
10. El Molino
11. Esperanza
12. Jiménez
13. Larraín
14. La Cruz
15. La Cárcel
16. La Florida
17. La Merced
18. La Virgen
19. Las Cañas
20. Las Jarcias
21. Las Monjas
22. Las Zorras
23. Loceras
24. Los Placeres
25. Lecheros
26. Mariposa
27. Mesilla
28. Miraflores
29. Pajonal
30. Panteón
31. Playa Ancha
32. Perdices
33. Polanco
34. Ramaditas
35. Reina Victoria
36. Rocuant
37. Rodríguez
38. San Juan de Dios
39. Santo Domingo
40. San Francisco
41. Toro
42. Yungay

### Cerros desaparecidos

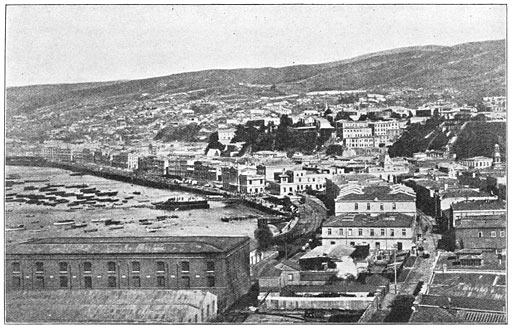
Vista a la Bahía de Valparaíso en 1906.

- Cerro Hospital: se localizaba entre los actuales cerros el Litre y la Cruz; en ella estaba ubicado un antiguo hospital de caridad al pie del pequeño cerro. Hoy se levanta en ese lugar el Hospital Carlos Van Buren, además del ascensor homónimo.
- Cerro Blanco: se encontraba al interior del cerro Cordillera, lo que actualmente da forma al sector de Chaparro; su nombre fue tomado de una antigua fortaleza pintada de color blanco para que fuera visible del mar y que protegía a la ciudad. Actualmente este sector forma parte del Cerro Cordillera, pero pocos vecinos reconocen a Chaparro como cerro.
- Cerro Loceras: Se ubicaba junto al cerro Cordillera tenía en sus laderas una greda muy especial que los artesanos de la región usaban para confeccionar figuras de alfarería. De su nombre hoy solo se conoce de un pasaje cuyo fin es la falda del San Francisco.
- Cerro Cementerio: antiguo nombre con el que se conocía actualmente al Panteón.
- Cerro Las Jarcias: no se sabe exactamente su ubicación, pero se presume que estaba arriba del cerro Monjas, de hecho hubo una población que se llamó Las Jarcias en ese lugar. Su nombre se debe a que antiguos artesanos creaban jarcias o cables para sus embarcaciones.
- Cerro Waddington: antiguo nombre que hoy se conoce a los cerros Recreo y Rodríguez.
- Cerro Reina Victoria: nombre surgido del ascensor del mismo nombre, construido en 1902; sus límites eran lo que antes era el cerro Cementerio y el Cerro Alegre; hoy es parte de la conjunción de cerros Alegre y Concepción, pero ciertos historiadores afirman que actualmente lleva el nombre de Miraflores.
- Cerro Carretas: de lo que es hoy Santo Domingo y San Francisco, nacía este cerro que da su origen al antiguo camino hacia Santiago, por la cual circulaban carretas de transporte de carga y pasajeros. Hoy existe un sector de estos cerros nombrado como Las Carretas, la cual los pobladores originarios la siguen defendiendo como cerro.
- Cerro Atalaya: muy poco conocimiento se tiene del origen del nombre como del cerro; ciertas voces afirman que una vez existió este cerro en lo que hoy en día es parte de la columna vertebral del Playa Ancha, la Avenida Quebrada Verde, hacia la Quebrada Juan Gómez, actual límite con los cerros Arrayán y Mesilla; en ella solo existe una calle que cruza esta vía y que lleva el nombre de este desaparecido cerro. Según un antiguo mapa de 1898, este cerro correspondió a la punta Duprat, sobre cuya cima se encuentran dependencias de la Armada (Fuerte Bueras – Silva Palma – Academia de Guerra) y por lo tanto sería la estación superior del Ascensor Villaseca. En plano dibujado por F.A.Fuentes L. para la "Geografía Descriptiva de la República de Chile" de Enrique Espinoza de 1896 esta zona aparece como Cerro Villaseca y en el libro "El Puerto de Valparaíso i sus Obras de Mejoramiento" de Alberto Fagalde de 1901 página 43 se le denomina Cerro Bueras.
- Cerro Las Matronas: se dice, de acuerdo a antiguas historias de residentes del actual cerro Monjas, que cercano a la capilla de las Monjas Francesas instalada en el lugar, existía un pequeño edificio donde practicaban su labor las antiguas parteras y matronas del Valparaíso de comienzos del siglo XX, donde actualmente convergen las calles Aguada, General Las Heras y Monjas; este pequeño villorrio con el pasar del tiempo fue absorbido tanto por el mismo Monjas, como así por las vecindades de Mariposa y Florida, perdiendo su nombre anterior.

## Sectores y poblaciones

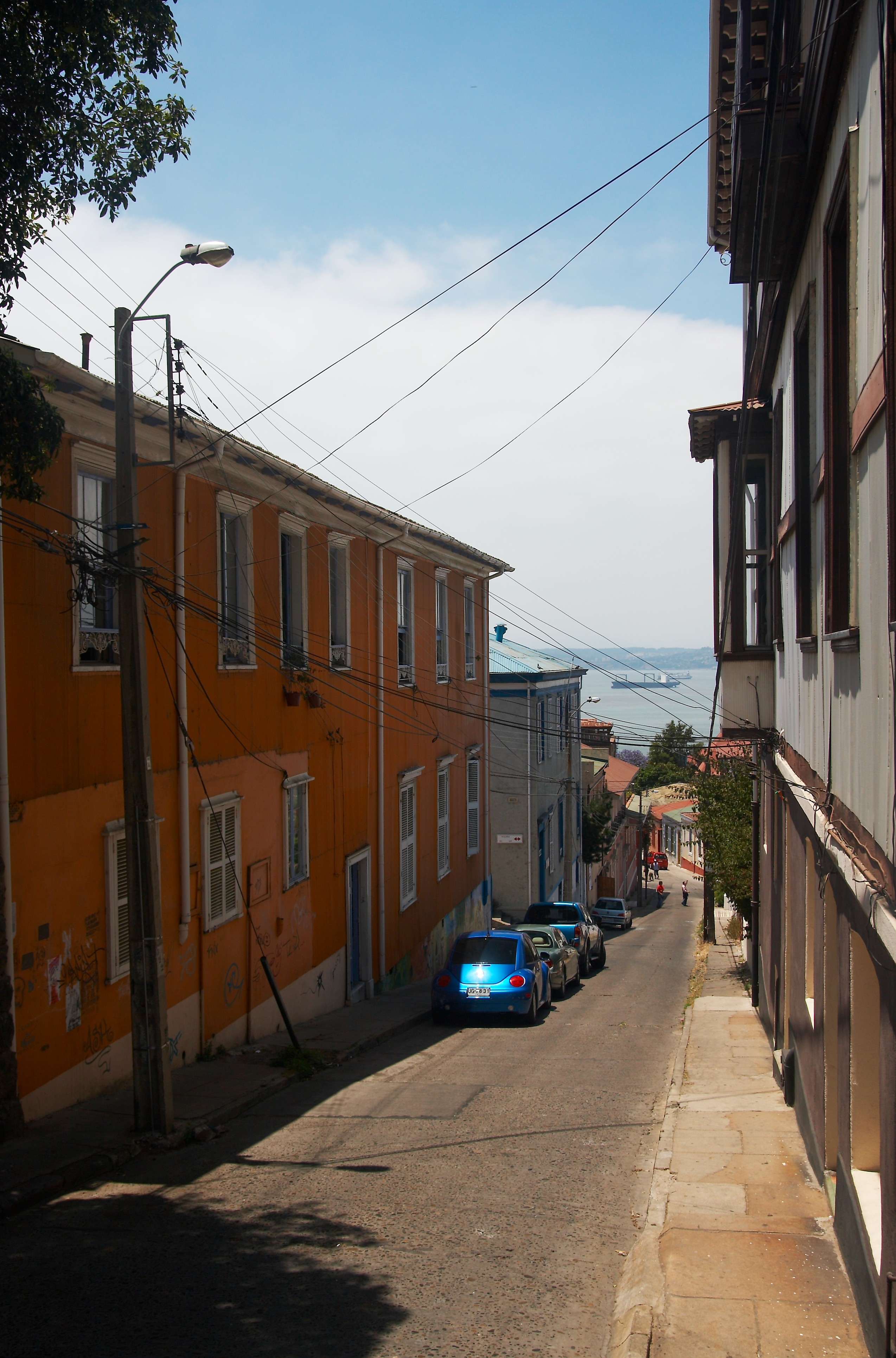
Calle Miramar, emplazada en Cerro Alegre.

Conforme la ciudad ha ido creciendo, más nombres se han tomado para destacarse unos entre otros.En la actualidad, se escuchan ciertos nombres de sectores de Valparaíso que pueden ser confundidos como cerros y/o comunas, debido a su creciente demografía, o a que recorre en ella una avenida principal.
De entre ellas destacan:
- La Laguna: población ubicada en la periferia de Valparaíso a fines de la década de los noventa, entre los cerros Placeres y Barón; fue tan grande su crecimiento que incluso se dice que la población es parte del sector Agua Santa de Viña del Mar.
- Miraflores: barrio localizado en el Cerro Alegre que incluye la calle del mismo nombre, la escalera Plinio y la calle Cirilo Armstrong. Antiguamente se conocía como cerro, cosa que en la actualidad la población desconoce y se nombra como barrio.
- Chaparro: Avenida que nace en el Camino Cintura, en el Cerro Cordillera, y finaliza a un costado de la Avenida Baden Powell, en el sector Montedónico del Cerro Playa Ancha; posee el mismo caso del sector de Miraflores, y se dice que éste nacería desde el mismo Camino Cintura, a un extremo de la población Unión Americana, para finalizar bajo la Población Valle Verde de Playa Ancha.
- Alto del Puerto: sector ubicado entre los altos de los cerros Monjas, La Cruz y Pajonal; este nombre ha salido a la luz pública por un proyecto inmobiliario que pretende construirse en este sector.